# 龙梅子
龙梅子（1988年8月18日—），甘肃兰州人，中国大陆女歌手、演员、主持人。2005年，凭借歌曲《光彩第二街》正式出道。2007年，参加CCTV选秀节目《星光大道》。同年，发行首张个人专辑《忧伤精灵——龙梅子》。2009年，先后出演电影《都市异乡人》、《缘来是咱俩》。2010年，主持湖南卫视电视节目《好奇大调查》。其后，她还推出《漂亮的姑娘就要嫁人啦》、《你把爱情给了谁》、迷你专辑《花心传说》（內含《女大要出嫁》、《hold住爱》、《hold不住的愛》）等歌曲。